# Yuji Kishioku
Yuji Kishioku, född 2 april 1954 i Hokkaido prefektur, Japan, är en japansk tidigare fotbollsspelare.